# Araneus bimini
Espèce
Araneus bimini est une espèce d'araignées aranéomorphes de la famille des Araneidae.

## Distribution
Cette espèce est endémique des îles Lucayes. Elle se rencontre aux Bahamas et aux îles Turques-et-Caïques,.

## Description
La femelle holotype mesure 3,8 mm et le mâle paratype 2,4 mm.

## Étymologie
Son nom d'espèce lui a été donné en référence au lieu de sa découverte, les îles Bimini.

## Publication originale
- Levi, 1991 : The Neotropical and Mexican species of the orb-weaver genera Araneus, Dubiepeira, and Aculepeira (Araneae: Araneidae). Bulletin of the Museum of Comparative Zoology, vol. 152, no 4, p. 167-315 (texte intégral).